# IDAS (ミサイル)
IDAS（Interactive Defence and Attack System for Submarines、アイダス）は、ドイツのディール社 (Diehl BGT defence) が中心となって開発中の潜水艦発射式の対空/対艦ミサイルである。

## 潜水艦発射の対空ミサイル
潜水艦にとっては、ディッピングソナーや短魚雷を装備した対潜ヘリコプターは非常に大きな脅威である。ヘリによって自艦の位置を捕捉されることで敵の水上艦艇から攻撃を受けるばかりか、ヘリ自身が搭載する短魚雷によって直接攻撃されることもある。いずれの場合でも対空攻撃手段を持たない潜水艦からは対潜ヘリコプターを排除することができず、対潜ヘリコプターからは隠れることが基本的な戦法であり、発見された場合は大きな危険にさらされる。
IRIS-T空対空ミサイルを基に設計されたIDASは、主に対潜水艦戦を実施するヘリコプターや水上戦闘艦を攻撃するための潜水艦用の対空/対艦ミサイルであり、対地攻撃にも使用可能とされている。
1本の魚雷発射管に最大4本の本ミサイルが装填され、発射時にはこの内の1本がピストンで押し出される。水中に出たミサイルは、尾部から光ファイバー・ケーブルを繰り出しながら船体から数mほど離れると、固体ロケットモーターに点火されると同時に誘導制御部が起動する。この後、水中を上昇し水面から飛び上がると、あらかじめ設定された目標の距離と方位へと自ら飛翔するが、先端部の赤外線シーカーの誘導によって空中や水上の熱源へそのまま突入する他に、光ファイバー・ケーブルを経由した赤外線シーカーの画像を発射艦内でモニターすることで、手動で誘導することも可能とされる。
基本的には小型の対空ミサイルであるIDASは、対潜ヘリコプターの撃墜には十分な破壊力を備えるが、そのままでは水上艦に有意な被害を与えるには破壊力が不足すると考えられる。メーカー側では、IDASが持つ操縦者による誘導能力によって艦橋などに命中させることで敵艦の作戦継続能力を奪うなど対艦ミサイルとしての運用も可能だとしており、地上攻撃においても同様に、レーダーサイトの脆弱な部分を狙うなどの方法を用いることで、相応の被害を与えることが可能だとしている。

## 開発状況・配備予定
2008年5月29日には、ドイツ海軍の212A型潜水艦U-33で発射に成功しており、フルスケールでの開発予算は2012年に予定されている。本開発計画には、ドイツ海軍だけでなくパキスタン海軍、イスラエル海軍、南アフリカ海軍、韓国海軍が関心を寄せているとされる。
2024年12月、新型の212CD型潜水艦に搭載するための調達が国会で承認された。
発注は2025年1月に行われた。